# 夜奔 (昆曲)
夜奔是明朝李開先《寶劍記》傳奇中的一摺。取材於《水浒传》，描寫林沖受到高俅迫害後，亡命水泊梁山途中的經歷。
夜奔是昆曲中的經典劇目。名家王益友，侯永奎，侯少奎，裴艳玲，柯軍等均擅演此劇，各具獨到之處。梨园行内有“女怕《思凡》，男怕《夜奔》”之说，因为两出剧目都对演员的演绎和身段有很高要求。

## 唱词
【点绛唇】数尽更筹，听残银漏。逃秦寇，好教我有国难投，那搭儿相求救？
【新水令】按龙泉血泪洒征袍，恨天涯一身流落。专心投水浒，回首望天朝。急走忙逃，顾不得忠和孝。
【驻马听】凉夜迢迢，凉夜迢迢，投宿休将他门户敲。遥瞻残月，暗度重关，奔走荒郊，俺的身轻不惮路迢遥，心忙又恐怕人惊觉。吓得俺魄散魂消，魄散魂消，红尘中误了俺武陵年少。
（白）想俺林冲，在那八十万军中，作了禁军教头，征那土蕃的时节呵。
【折桂令】实指望封侯也那万里班超，到如今生逼做叛国红巾，做了背主黄巢。恰便似脱鞲苍鹰，离笼狡兔，折网腾蛟。救国难谁诛正卯？掌刑罚难得皋陶。似这鬓发焦灼，行李萧条。此一去博得个斗转天回，高俅！管叫你海沸山摇。
【雁儿落带得胜令】望家乡，去路遥，望家乡，去路遥，想母妻将谁靠？俺这里吉凶未可知，她、她那里生死应难料。呀！吓得俺汗津津身上似汤浇，急煎煎心内似火烧。幼妻室今何在？老萱堂恐丧了。劬劳！父母的恩难报，悲号！叹英雄气怎消？叹英雄气怎消？
【沽美酒带太平令】怀揣着雪刃刀，怀揣着雪刃刀，行一步哎呀哭，哭号啕，急走羊肠去路遥。且喜得明星下照，一霎时云迷雾罩。忽喇喇风吹叶落，震山林阵阵虎啸。又听得哀哀猿叫，俺呵！走得俺魂飞胆销，似龙驹奔逃。呀！百忙里走不出山前古道。
【收江南】呀！又听得乌鸦阵阵起松梢，数声残角断渔樵。忙投村店伴寂寥，想亲帏梦杳，想亲帏梦杳，顾不得风吹雨打度良宵。
【煞尾】一宵儿奔走荒郊，残性命挣出一条。到梁山借得兵来，高俅啊！贼子！定把你奸臣扫！